# 4e division aéromobile
La  4e division aéromobile (4e DAM) est une ancienne unité de l'Armée de terre française. Créée en 1985, elle devient la 4e brigade aéromobile (4e BAM) en 1999 puis est dissoute en 2010.
La 4e brigade d'aérocombat (4e BAC), créée en 2016, reprend ses traditions.

## Historique
Au début des années 1980, l'Armée de terre envisage la création d'une force hélicoptères anti-chars (FHAC). La « force Éclair », instituée par le 1er corps de la 1re armée, est constituée en décembre 1982 en vue d'une première expérimentation. Elle est composée du 1er régiment d'hélicoptères de combat de Phalsbourg, du 3e régiment d'hélicoptères de combat d'Étain, du 1er régiment d'infanterie de Sarrebourg et d'éléments du génie.
La brigade aéromobile expérimentale (BAE), comportant un état-major à Nancy, est créée le 1er septembre 1983 à partir de la « force Éclair ». Elle reste sous l'autorité de la 1re armée.
Le 1er juillet 1985, la brigade aéromobile expérimentale devient la 4e division aéromobile (4e DAM). Cette nouvelle division remplace la 4e division blindée. 
La filiation de la 4e division aéromobile remonte à 1788 avec la 4e division des Évêchés, la 4e division d'infanterie de 1873, la 4e division cuirassée de 1940, la 4e division marocaine de montagne de 1943, la 4e division d'infanterie motorisée de 1955, la 4e division de 1967 puis 4e division blindée et la brigade aéromobile expérimentale. 
La 4e DAM fait partie de la force d'action rapide (FAR) dont elle constitue l'un des principaux éléments. L'idée était de pouvoir se projeter à plus de 350 km de ses bases en moins de 12 heures pour porter le combat anti-char et obtenir un effet tactique d'importance (avec une capacité anti-char instantanée théorique de plus de 400 missiles, face à une division en mouvement). 
De 1985 à 2010, le général commandant la 4e division aéromobile puis la 4e brigade aéromobile est également gouverneur militaire de Nancy.

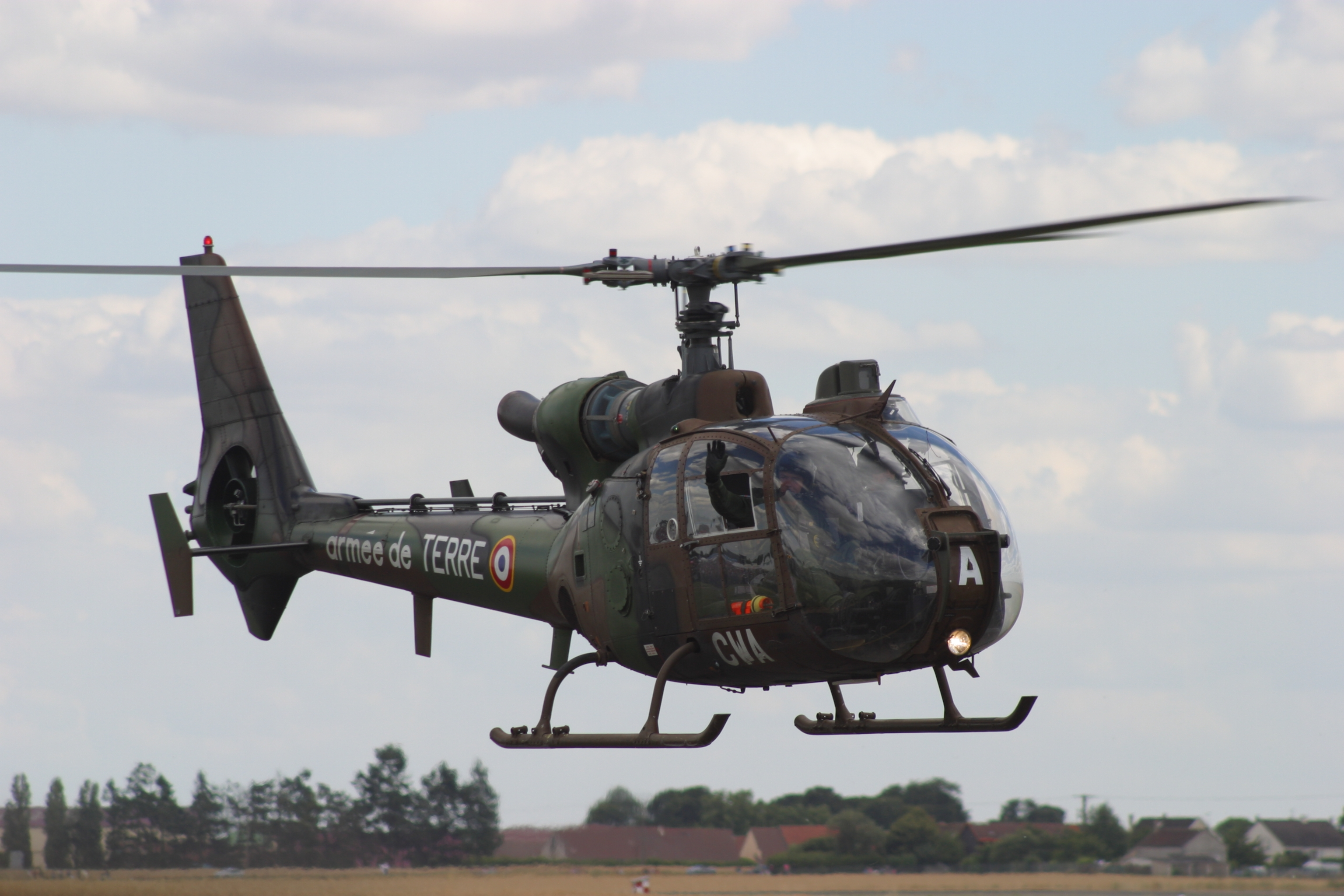
Une Gazelle de l'Armée de terre le 20 juillet 2008.

En 1989, elle dispose de 160 hélicoptères légers, 80 hélicoptères de manœuvres Puma et Super Puma, 198 véhicules légers tout-terrain, 151 motos Peugeot SX8, 360 missiles anti-char, 45 postes de tir de missiles anti-char Milan, 42 canons anti-aérien et 30 canons de 20 mm. Sa composition est la suivante :
- 1er régiment d'hélicoptères de combat de Phalsbourg ;
- 3e régiment d'hélicoptères de combat d'Étain ;
- 5e régiment d'hélicoptères de combat de Pau ;
- 1er régiment d'infanterie (régiment de combat aéromobile) de Sarrebourg ;
- 4e régiment d’hélicoptères de commandement et de manœuvre de Nancy ;
- 9e régiment de soutien aéromobile de Phalsbourg.

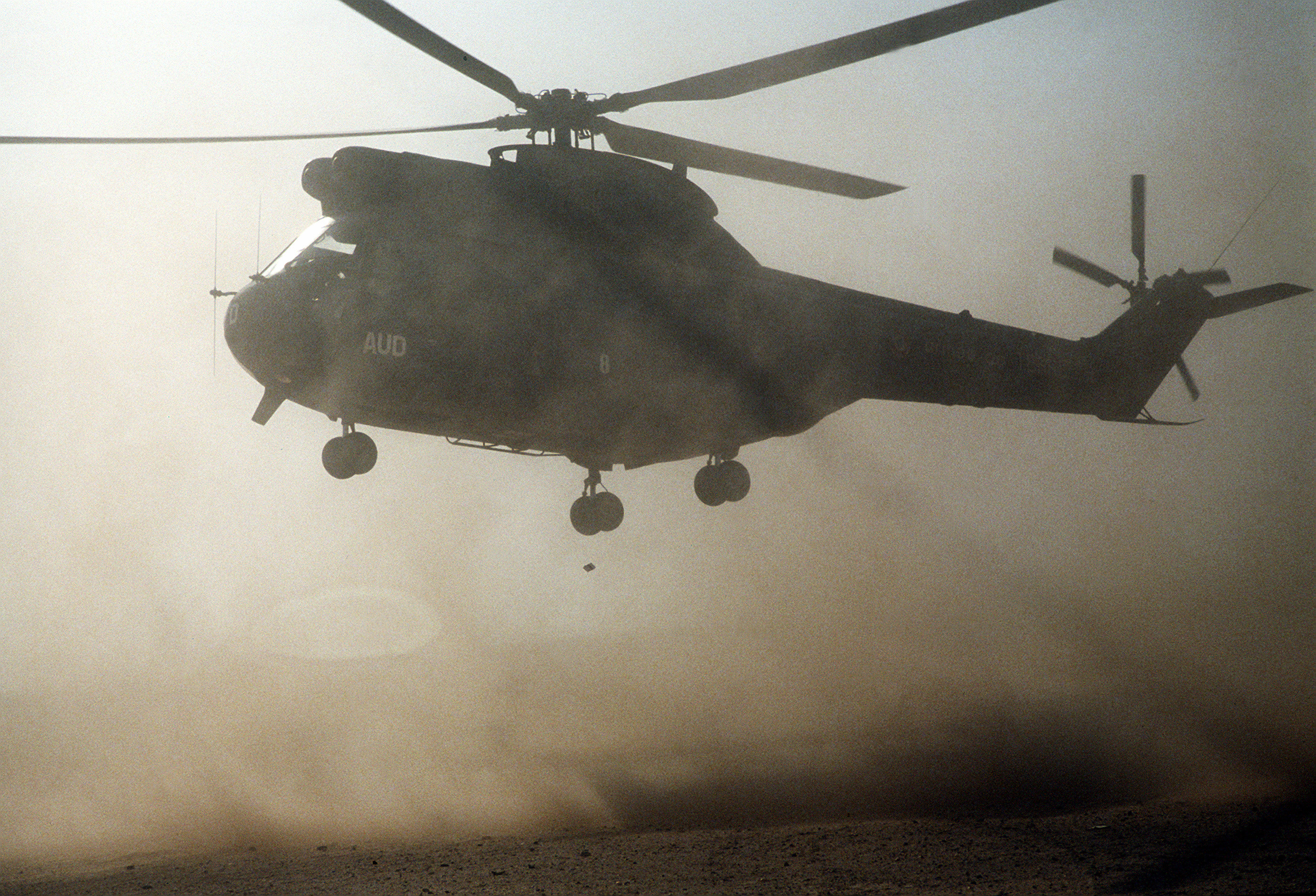
Un Puma français durant l'opération Bouclier du désert.

À l'exception du 5e régiment d'hélicoptères de combat, toutes les unités de la division sont stationnées en Lorraine. La 4e DAM regroupe trois des six régiments d'hélicoptères de combat de l'Armée de terre. Il a été décidé que les 2e, 6e et 7e régiments n’intègrent pas la division et restent des éléments organiques des corps d'armée. Forte d'environ 6 500 hommes, la division compte 40 % des hélicoptères de l'Armée de terre.
Elle participe à l'opération Daguet au cours de la guerre du Golfe.
Le 6e régiment d'hélicoptères de combat et de manœuvre intègre la division le 1er juillet 1997 consécutivement à la dissolution de la 3e brigade aéromobile.
La 4e division aéromobile est dissoute le 30 juin 1999 lors de la professionnalisation de l'Armée de terre et de la dissolution de la force d'action rapide. La 4e brigade aéromobile (4e BAM) est créée le 1er juillet 1999 et reprend ses traditions.
Dans le cadre de la transformation de la division en brigade, le 4e régiment d'hélicoptères de commandement et de manœuvre est dissous et remplacé par une compagnie de commandement et de transmissions. Le 1er régiment d'infanterie devient un régiment d'infanterie motorisée et rejoint la 1re brigade mécanisée tandis que le 9e régiment de soutien aéromobile est transformé en 9e régiment du matériel et intègre la 1re brigade logistique.
En septembre 2003, son état-major s'installe au quartier Kléber à Essey-lès-Nancy.
Début 2007, sa composition est la suivante :
- 1er régiment d'hélicoptères de combat de Phalsbourg avec 22 Gazelle, 20 Puma et 14 Cougar ;
- 3e régiment d'hélicoptères de combat d'Étain avec 37 Gazelle, 16 Puma ;
- 5e régiment d'hélicoptères de combat de Pau avec 52 Gazelle et plusieurs Puma ;
- 6e régiment d'hélicoptères de combat de Margny-lès-Compiègne (base Général Estienne  sur l'aérodrome de Compiègne - Margny) ;
- 4e compagnie de commandement et de transmissions (4e CCT) d'Essey-lès-Nancy.

Le 6e régiment d'hélicoptères de combat est dissous le 30 juin 2007.
La 4e brigade aéromobile est finalement dissoute le 30 juin 2010. Avant sa dissolution elle était forte de 4 400 militaires et de 202 hélicoptères de combat et de manœuvres.
Les trois régiments d'hélicoptères de combat sont alors directement subordonnés à la division aéromobilité (DIV AERO) du commandement des forces terrestres (CFT) située à Lille.
La 4e brigade d'aérocombat (4e BAC), héritière de la 4e division aéromobile, est créée le 1er juillet 2016 dans le cadre du plan de réorganisation de l'Armée de terre.

### Sources
- La division aéromobile sur le site Armée française 1989 (consulté le 15 novembre 2016).
- 4e DAM sur le site alat2.fr (consulté le 15 novembre 2016).
- 4e BAM sur le site alat2.fr (consulté le 27 novembre 2017).
- La force d'action rapide (FAR) sur le forum strategietotale.com (consulté le 28 octobre 2017).